# Heinz Born
Heinz Born (* 26. April 1948 in Langenthal) ist ein ehemaliger Schweizer Leichtathlet.

## Karriere
Heinz Born stellte 1972 im Dreisprung mit 15,72 m einen neuen Schweizer Rekord auf. Er wurde mehrfacher Schweizer Meister im Zehnkampf (1972 und 1973) sowie Schweizer Meister im Dreisprung (1973, 1974 und 1975).
Bei den Olympischen Spielen 1972 in München erreichte er im Zehnkampf mit 7217 Punkten den 19. Rang. Im Jahr 1976 wurde er südafrikanischer Meister im Zehnkampf.
Heinz Born ist Mitglied des Stadtturnvereins Bern.